# 신기남
신기남(辛基南, 1952년 10월 16일 ~ )은 대한민국의 정치인, 소설가이다. 소설가로서의 필명은 신영이다.

## 학력
- 1965년 서울수송초등학교 졸업
- 1968년 경기중학교 졸업
- 1971년 경기고등학교 졸업
- 1976년 서울대학교 법과대학 LL.B.
- 1987년 서울대학교 대학원 법학 석사

### 비학위 수료
- 1995년 영국 런던 대학교 국제사회정책과연수과정 수료

## 경력
- 1976년 해군장교 임관, 전투병과, 율포함 음탐관
- 1979년 해군사관학교 교수 (~ 1982년)
- 1982년 24회 사법시험 합격
- 1985년 비행청소년 보호단체 '법원 소년자원보호자 협의회' 전국연합회 회장
- 1988년 서울지방변호사협회 인권위원
- 1988년 서울지방변호사협회 총무이사
- 1988년 미혼모자 보호단체 '사람 사는 정을 심는 모임' 회장
- 1990년 KBS 여의도 법정 진행
- 1994년 MBC 생방송 신변호사 진행
- 1994년 영국 런던 대학교 유학
- 1996년 새정치국민회의 소속, 제15대 국회의원(서울 강서갑)
- 2000년 새천년민주당 소속, 제16대 국회의원(서울 강서갑)
- 2000년 '한국 얼굴기형환자 후원회' 회장
- 2000년 한국해양연맹 부총재
- 2000년 바른정치모임 대표
- 2002년 새천년민주당 최고위원
- 2002년 한국도서관협회 회장
- 2003년 열린우리당 정치개혁위원장
- 2004년 열린우리당 상임중앙위원
- 2004년 열린우리당 영입위원장, 선거대책본부장
- 2004년 열린우리당 의장
- 2004년 열린우리당 소속, 제17대 국회의원(서울 강서갑)
- 2004년 한글학회로부터 '한글지킴이' 선정
- 2005년 '한글문화 세계화를 위한 의원모임' 대표
- 2005년 국회 정보위원회 위원장
- 2005년 신진보연대 창립(상임고문)
- 2006년 세계도서관정보대회 조직위원장, 한국도서관협회 명예회장
- 2006년 '서해교전 전사상자 후원회' 공동대표
- 2006년 외솔상 수상(한글날 국경일제정 공로)
- 2008년 법무법인 한서 대표변호사
- 2010년 더좋은민주주의연구소 공동이사장
- 2011년 복지국가만들기운동본부 공동본부장
- 2012년 민주통합당 소속, 제19대 국회의원(서울 강서갑)
- 2015년 더불어민주당 상임고문
- 2018년 대통령 소속 도서관정보정책위원회 위원장
- 2019년 필명 신영으로 두브로브니크에서 만난 사람 출간

## 가족 관계
- 부: 신상묵 - 친일파
- 누나: 신선희(1945년 ~ ) - 전 국립중앙극장장
- 형: 신기철(사망) - 가수
- 동생: 신기도(생존) - 의사
- 동생: 신기호(생존) - 건축사
- 배우자: 김은주
  - 장남: 신준선(1987년 ~ ) - 법조인
  - 차남: 신인선(1991년 7월 3일 ~ ) - 트로트 가수

## 역대 선거 결과
|  | 33.64% |

|  | 50.38% |

|  | 51.22% |

|  | 41.28% |

|  | 48.71% |

|  | 6.42% |

## 소속 정당
| 소속 정당 | 소속 정당      | 소속 기간 | 비고           |
| --------- | -------------- | --------- | -------------- |
|           | 정의평화당     | 1988      | 창당           |
|           | 우리정의당     | 1988      | 합당           |
|           | 무소속         | 1988~1995 | 정당 해산      |
|           | 새정치국민회의 | 1995~2000 | 창당           |
|           | 새천년민주당   | 2000~2003 | 합당           |
|           | 무소속         | 2003      | 탈당           |
|           | 열린우리당     | 2003~2007 | 창당           |
|           | 대통합민주신당 | 2007~2008 | 합당           |
|           | 통합민주당     | 2008      | 합당           |
|           | 민주당         | 2008~2011 | 당명 변경      |
|           | 민주통합당     | 2011~2013 | 합당           |
|           | 민주당         | 2013~2014 | 당명 변경      |
|           | 새정치민주연합 | 2014~2015 | 합당           |
|           | 더불어민주당   | 2015~2016 | 당명 변경      |
|           | 무소속         | 2016      | 탈당           |
|           | 민주당         | 2016      | 입당           |
|           | 더불어민주당   | 2016~현재 | 합당 정계 은퇴 |

## 같이 보기
- 강서구 갑
- 서울 강서구의 국회의원